# Kugelblitz (astrofysik)
För andra betydelser, se Kugelblitz (olika betydelser).
Inom teoretisk fysik är kugelblitz (tyskt uttal: [ˈkuːɡəlblɪts]
 ( lyssna); bokstavligen "klotblixt") en så intensiv koncentration av värme, ljus eller strålning att dess energi bildar en händelsehorisont. Enligt den allmänna relativitetsteorin och massa–energi-ekvivalensen, om tillräckligt med strålning riktas mot ett område, kan energikoncentrationen kröka rumtiden så mycket att ett svart hål bildas, även om detta skulle vara ett svart hål vars ursprungliga energimassa hade varit i form av radiant emittans snarare än materia. I simplare termer kan man säga att en kugelblitz är ett svart hål som bildats genom energi och inte genom materia. Ett sådant svart hål, med exakt samma massa och rörelsemängdsmoment, skulle ändå ha identiska egenskaper, i enlighet med satsen om skallighet.